# Bessie Braddock
Elizabeth Margaret Braddock (nascida Bamber; Liverpool, 24 de setembro de 1899 - 13 de novembro de 1970) foi uma política do Partido Trabalhista britânico que serviu como Membro do Parlamento (MP) para a divisão de Liverpool Exchange de 1945 a 1970, tendo integrado o Liverpool County Borough Council de 1930 a 1961. Embora nunca tenha ocupado um cargo no governo, ganhou reputação nacional por suas campanhas diretas em relação à habitação, saúde pública e outras questões sociais.

## Primeiros anos

### Infância

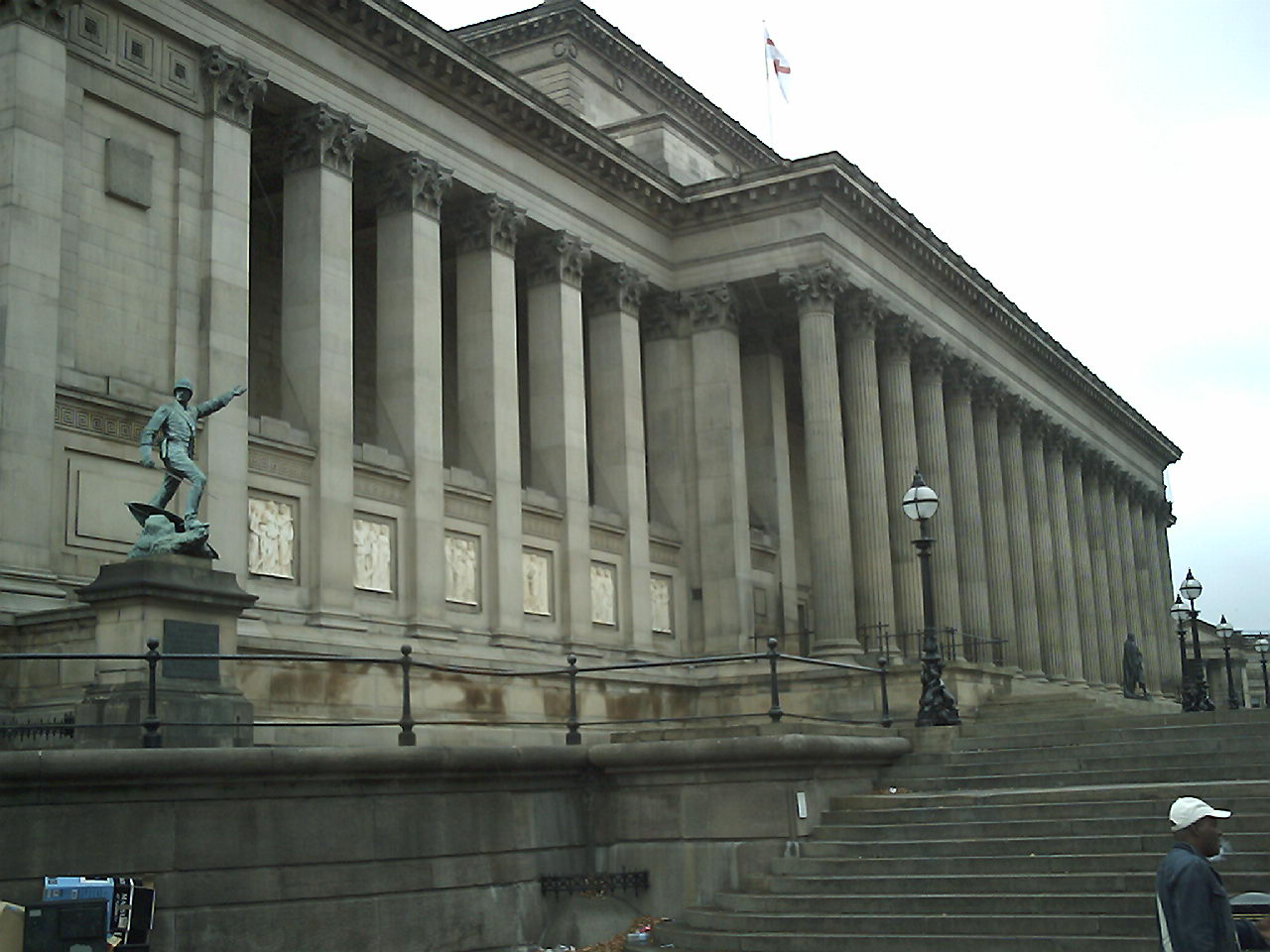
St George's Hall and Plateau, Liverpool, o local das cozinhas populares do início do século XX e um motim de 1911

Elizabeth Bamber nasceu em 24 de setembro de 1899, no distrito de Everton em Liverpool, sendo a filha mais velha de Hugh Bamber, um encadernador, e sua esposa Mary, nascida Little. Mary foi para Liverpool ainda criança, quando seu pai, um próspero advogado de Edimburgo, abandonou a família depois de cair no alcoolismo e na pobreza. Liverpool no final do século XIX sofreu extremos de privação e teve a maior taxa de mortalidade infantil do país. Mary tornou-se uma organizadora sindical e ativista contra as condições sociais deploráveis, e estabeleceu uma reputação como uma excelente oradora. Ela foi a influência inicial dominante sobre sua filha Elizabeth, que formou uma determinação ao longo da vida para representar e lutar pelos desfavorecidos.
Em 1902, a família Bamber mudou-se para Smollett Street nas proximidades de Bootle, uma das várias mudanças que fizeram com que a educação formal de Elizabeth fosse dividida entre diferentes escolas. Juntamente com sua escolaridade normal, sua educação política começou na Marmaduke Street Socialist Sunday School, e por meio das atividades de campanha de sua mãe. Uma das primeiras lembranças de Elizabeth era da cozinha para os pobres que Mary ajudava a administrar no St George's Plateau: "Lembro-me dos rostos dos desempregados quando a sopa acabou... Lembro-me de olhares vazios e sem esperança, dia após dia, semana após semana, durante todo o rigoroso inverno de 1906-1907".
Aos onze anos, Elizabeth deixou a Escola Dominical e ingressou na seção de jovens do Partido Trabalhista Independente (ILP), onde estudou socialismo juntamente com um intenso programa de atividades sociais. Mais tarde, se descreveu nessa época como "forte, ágil, gostava de caminhar e comer". A essa altura, Mary Bamber trabalhava como organizadora do Sindicato dos Trabalhadores de Armazém. Elizabeth ajudou sua mãe, às vezes atuando como mordomo nas reuniões. Mãe e filha estavam presentes em St George's Plateau em 13 de agosto de 1911, quando uma carga de bastão da polícia e das tropas interrompeu uma manifestação em apoio aos trabalhadores dos transportes em greve de Liverpool. Centenas sofreram ferimentos e, nos distúrbios que se seguiram, dois manifestantes foram mortos a tiros. O dia ficou consagrado na história da classe trabalhadora de Liverpool como o "Domingo Sangrento".

### ILP
Elizabeth deixou a escola em 1913 e começou a trabalhar enchendo pacotes de sementes por cinco xelins por semana. O trabalho era muito monótono para mantê-la ocupada por muito tempo e, depois de alguns meses, conseguiu um emprego no departamento de cortinas da loja Walton Road Co-operative. Por insistência de sua mãe, ela se tornou membro do Sindicato dos Lojistas. Enquanto isso, assistia às aulas da Associação Educacional dos Trabalhadores e da Liga da Plebe: "Eles me contaram como os capitalistas controlavam o dinheiro, os negócios e a terra, e ... se agarraram a eles".
No grupo de jovens socialistas que se reunia regularmente na sede local do ILP, havia três Elizabeths. Para evitar confusão, foram sorteados para decidir quem deveria ser conhecido, respectivamente, como Elizabeth, Betty ou Bessie. Dessa forma, Elizabeth Bamber adotou o nome de Bessie, que ela manteve pelo resto de sua vida. Entre os outros ativistas do ILP em Kensington estava Sydney Silverman, quatro anos mais velho que Bessie, filho de um pobre comerciante de tecidos. Silverman foi uma influência considerável na jovem Bessie. Ele seria seu futuro colega, tanto na câmara do conselho de Liverpool quanto na Câmara dos Comuns. Quando a Primeira Guerra Mundial começou em agosto de 1914, o ILP se opôs a ela como "um crime terrível para as nações" que haviam sido "marcadas pelo medo e pelo pânico". Com a introdução do recrutamento em 1916, Silverman e outros adotaram posições de pacifismo intransigente e foram presos. O ILP deu as boas-vindas às notícias da Revolução Russa de 1917, e se opôs vigorosamente à intervenção aliada na guerra civil que se seguiu. Bessie desempenhou um papel de liderança em um comício do TUC "Hands Off Russia" no Sheil Park de Liverpool, onde ela e outros resistiram aos esforços da União do Império Britânico para capturar a bandeira vermelha do ILP.
No final da guerra em 1918, Bessie deixou a Co-op e assumiu um cargo administrativo no Sindicato dos Trabalhadores de Armazém. No curso de suas atividades no ILP, conheceu e fez amizade com John "Jack" Braddock, um construtor de carroças e ativista sindical com reputação de incendiário. Ele chegou a Liverpool vindo de Dewsbury em 1915, esperando emigrar para o Canadá, mas permaneceu no porto e mergulhou na política de esquerda e na luta para melhorar as condições de trabalho. Ele e Bessie ficaram muito próximos. Em 1919, eles ajudaram Mary Bamber a lutar por uma cadeira no conselho de Liverpool, como candidata do ILP no distrito de Everton. A campanha eleitoral foi amarga e às vezes violenta, mas resultou na vitória de Bamber por uma margem estreita de 13 votos.

### Livros
- Baldwin, Anne;  et al., eds. (2012). Class, Culture and Community: New Perspectives in Nineteenth and Twentieth Century British Labour History. Newcastle upon Tyne: Cambridge Scholars Publishing. ISBN 978-1-4438-4064-4
- Boulton, David (1967). Objection Overruled. London: MacGibbon and Kie. OCLC 956913
- Braddock, Bessie; Braddock, John (1963). The Braddocks. London: Macdonald. OCLC 4716477
- Carsten, Francis Ludwig (1982). War Against War: British and German Radical Movements in the First World War. Berkeley and Los Angeles: University of California Press. ISBN 978-0-520-04581-1
- Debenham, Clare (2013). Birth Control and the Rights of Women. London: I.B. Taurus. ISBN 978-1-78076-435-1
- Gottlieb, Julie V; Toye, Richard, eds. (2013). The Aftermath of Suffrage: Women, Gender, and Politics in Britain, 1918–1945. New York: Palgrave Macmillan. ISBN 978-1-137-01533-4
- Hartley, Cathy (2003). A Historical Dictionary of British Women. London: Europa Publications. ISBN 978-1-85743-228-2
- Kynaston, David (2008). Austerity Britain 1945–51. London: Bloomsbury Publishing. ISBN 978-0-7475-9923-4
- Kynaston, David (2009). Family Britain 1951–57. London: Bloomsbury Publishing. ISBN 978-0-7475-8385-1
- Lane, A. Thomas, ed. (1995). Biographical Dictionary of European Labor Leaders, Volume 1. Westport, Conn.: Greenwood Press. ISBN 978-0-313-29899-8
- Law, Cheryl (2000). Women, A Modern Political Dictionary. London: I.B. Taurus. ISBN 978-1-86064-502-0
- Pearce, Malcolm; Stewart, Geoffrey (1992). British Political History 1867–1990. London: Routledge. ISBN 978-0-415-07247-2
- Rees, D. Ben (2011). A Portrait of Battling Bessie. Nottingham: Spokesman Books (Leen Editions). ISBN 978-0-9570631-0-5
- Taaffe, Peter; Mulhearn, Tony (1988). Liverpool: A City that Dared to Fight. London: Fortress Books. ISBN 978-1-870958-00-4
- Taylor, A.J.P. (1970). English History 1914–1945. Harmondsworth: Penguin Books. ISBN 978-0-14-021181-8
- Wheen, Francis (1990). The Soul of Indiscretion. London: Fourth Estate. ISBN 978-1-84115-575-3
- Worley, Matthew (2005). Labour Inside the Gate: A History of the British Labour Party Between the Wars. London: I.B. Tauris. ISBN 978-1-85043-798-7

### Jornais e revistas
- «Bessie Braddock». The Observer. 16 de fevereiro de 1969. p. 1. ProQuest 475958420 Predefinição:Subscription
- «Bessie Braddock shock». The Observer. 7 de setembro de 1969. p. 1 Predefinição:Subscription
- Crump, Eryl (21 de outubro de 2015). «Tryweryn: Protest at Liverpool railway station marks 50 years since the reservoir was opened». Daily Post (North Wales). Consultado em 3 de dezembro de 2015
- «Dame Irene bows to exile». The Guardian. 24 de maio de 1968. p. 1. ProQuest 185295355 Predefinição:Subscription
- «Disabled Drivers' Vehicles». Hansard. 27 de janeiro de 1969. p. cc929–31. Consultado em 29 de outubro de 2015
- «Disarmament job still vacant». The Guardian. 22 de outubro de 1964. p. 22. ProQuest 185125154 Predefinição:Subscription
- «English women in word fight». The Spokesman-Review. 3 de dezembro de 1950
- «First results in General Election». The Guardian. 16 de outubro de 1964. p. 4. ProQuest 185018618 Predefinição:Subscription
- «For the sixth time». The Guardian. 1 de abril de 1966. p. 1. ProQuest 185103634 Predefinição:Subscription
- Guy, Peter (16 de abril de 2012). «Bessie Braddock: People of Liverpool». The Liverpool Echo. Consultado em 20 de outubro de 2015
- «Home Office». Hansard. 2 de julho de 1956. p. c1060. Consultado em 29 de outubro de 2015
- «Housing Shortage». Hansard. 17 de outubro de 1945. p. c1257–60. Consultado em 25 de outubro de 2015
- Klugmann, James (janeiro de 1960). «The Foundation of the Communist Party of Great Britain». Marxism Today. 4 (1). Consultado em 5 de dezembro de 2015
- «Liverpool Cotton Market». Hansard. 28 de março de 1946. p. c626. Consultado em 25 de outubro de 2015
- «Mode of Operation». Hansard. 3 de julho de 1957. p. cc1218–22. Consultado em 29 de outubro de 2015
- «Mrs Braddock loses her case». The Manchester Guardian. 12 de novembro de 1948. p. 3. ProQuest 478859224 Predefinição:Subscription
- «Mrs Braddock may leave executive». The Guardian. 15 de agosto de 1969. p. 16. ProQuest 185419489 Predefinição:Subscription
- «Mrs Braddock's appeal fails». The Manchester Guardian. 23 de junho de 1949. p. 3. ProQuest 478969656 Predefinição:Subscription
- «Mrs Braddock's libel action». The Manchester Guardian. 11 de novembro de 1948. p. 6. ProQuest 478890175 Predefinição:Subscription
- «Not so safe on the aldermanic bench». The Guardian. 24 de maio de 1961. p. 14. ProQuest 184685212 Predefinição:Subscription
- «Obituary: Mrs Bessie Braddock». The Guardian. 14 de novembro de 1970. ProQuest 185446209 Predefinição:Subscription
- «Rhodesia Resolution Banned». The Guardian. 3 de outubro de 1968. p. 18. ProQuest 185374945 Predefinição:Subscription
- «Textile Industry». Hansard. 26 de março de 1952. p. cc726–30. Consultado em 29 de outubro de 2015
- «The Liberals». The Manchester Guardian. 4 de julho de 1945. p. 4. ProQuest 478557480 Predefinição:Subscription
- Weidberg, Lawrence (abril de 1964). «A Labour leader looks back (1964)». Social Standard. Consultado em 5 de dezembro de 2015
- Williams, Rob (14 de outubro de 2013). «My dear you are ugly, but tomorrow I shall be sober and you will still be ugly: Winston Churchill tops poll of history's funniest insults». The Independent. Consultado em 1 de novembro de 2015
- Wright, Jade (11 de junho de 2011). «100 hundred years on, Jade Wright looks back at Liverpool general transport strike». The Liverpool Echo. Consultado em 22 de outubro de 2015

### Online
- «A blue plaque for Bessie Braddock». heraldscotland. 2000. Consultado em 1 de novembro de 2015
- «Bessie (drama)». British Universities Film and Video Council. 1984. Consultado em 3 de dezembro de 2015
- Coslett, Paul (2009). «The people: Bessie Braddock». BBC Liverpool. Consultado em 1 de novembro de 2015
- Davies, Sam (1999). «Liverpool Labour Party and Trades Council» (PDF). Microform Academic Publishers. Consultado em 20 de outubro de 2015
- Davies, Sam (2004). «Braddock, John». Oxford Dictionary of National Biography online edition. Consultado em 22 de outubro de 2015 Predefinição:Subscription
- Oxford Dictionary of National Biography 🔗 online ed. Oxford University Press. 2005. doi:10.1093/ref:odnb/37214 (Requer Subscrição ou ser sócio da biblioteca pública do Reino Unido.) Predefinição:Subscription
- «Local Legends: "Battling Bessie"». BBC History. 16 de janeiro de 2004. Consultado em 18 de outubro de 2015
- Oxford Dictionary of National Biography 🔗 online ed. Oxford University Press. 2004. doi:10.1093/ref:odnb/36093 (Requer Subscrição ou ser sócio da biblioteca pública do Reino Unido.) Predefinição:Subscription
- Nandy, Lisa (15 de outubro de 2014). «Rising Voices: How feminism can open up politics». The Fabian Society. Consultado em 11 de novembro de 2015
- Pröbsting, Michael (outubro de 2013). «Healy's Pupils Fail to Break with their Master». Revolutionary Communist International Tendency. Consultado em 25 de outubro de 2015
- «Royal Commission on the Law Relating to Mental Illness and Mental Deficiency (Percy Commission)». The National Archives. 1957. Consultado em 28 de outubro de 2015
- «Summerskill, Edith Clara (1901–1980)». LSE Library Services. 2010. Consultado em 28 de outubro de 2015
- «The Blitz: Dark Days». Liverpool Ambulance Service. Consultado em 22 de outubro de 2015
- «The Workhouse Site». The Metropolitan Cathedral of Christ the King, Liverpool. Consultado em 18 de outubro de 2015
- «Tryweryn: The Drowning of a Village». BBC iWonder. 2015. Consultado em 29 de outubro de 2015
- «TUC Timeline: The Union Makes Us Strong». London Metropolitan University. Consultado em 17 de outubro de 2015